# Mycerinus chimantensis
Mycerinus chimantensis är en ljungväxtart som beskrevs av B. Maguire, J.A. Steyermark och J.L. Luteyn. Mycerinus chimantensis ingår i släktet Mycerinus och familjen ljungväxter. Inga underarter finns listade i Catalogue of Life.